# وولودیمیر راسکاتوف
وولودیمیر راسکاتوف (انگلیسی: Volodymyr Raskatov; ۲۳ اکتبر ۱۹۵۷ – ۱۱ ژانویهٔ ۲۰۱۴) شناگر اهل شوروی بود.
وی همچنین برندهٔ جوایزی همچون نشان پرچم سرخ کار شده‌است.